# Bahnhof Sanford
Als Bahnhof Sanford (engl.: Sanford station) werden zwei verschiedene, nah beieinander liegende Bahnhöfe in Sanford im US-Bundesstaat Florida bezeichnet.
Zum einen ist dies eine Station des sogenannten Auto Train, des von der Bahngesellschaft Amtrak betriebenen Autoreisezuges von hier nach Lorton im Bundesstaat Virginia. Zum anderen ist damit der Bahnhof des Regionalzuges SunRail gemeint.

## Bahnhof von Amtrak
Mit der Gründung der Bahngesellschaft Amtrak im Jahr 1971 wurde die Auto-Train Corporation gebildet, die im gleichen Jahr erstmals eine Autoreisezug-Verbindung nach Lorton herstellte. Hierzu wurde knapp südlich des bestehenden Personenbahnhofes von Sanford ein neuer Bahnhof für Autoreisezüge eröffnet. Als das Unternehmen bankrottging, wurde der Service im April 1981 zwischenzeitlich eingestellt. Bereits 1983 wurde der Betrieb mit dem neuen Auto Train wieder aufgenommen. Er wird von Amtrak als längster Reisezug der Welt bezeichnet. Bis heute stellt die Verbindung Sanford – Lorton die einzige Verbindung mittels Autoreisezug in den Vereinigten Staaten dar. Im Geschäftsjahr 2014 wurde die Verbindung von 274.445 Passagieren genutzt.

## Bahnhof von SunRail

### Geschichte
1880 erhielt Sanford seinen ersten Eisenbahnanschluss, als die South Florida Railroad die Strecke von Sanford nach Orlando eröffnete. 1883 wurde die Strecke bis Tampa erweitert, wo der Hafen erreicht wurde und von nun an Waren vom Wasser- auf den Landweg umgeschlagen werden konnten. 1886 erbaute die Jacksonville, Tampa and Key West Railway eine Verbindung von Sanford nach Jacksonville. 1887 wurde die Sanford and Lake Eustis Railroad nach Sorrento, Mount Dora und Tavares eröffnet, die in den 1980er Jahren stillgelegt wurde.
Die South Florida Railroad und die Jacksonville, Tampa and Key West Railway gingen 1902 in der Atlantic Coast Line Railroad (ACL) auf. Der erste Personenbahnhof wurde von der ACL im Jahr 1913 eröffnet, der 1953 durch einen neuen ersetzt wurde. 1967 fusionierte die ACL mit der Seaboard Air Line Railroad zur  Seaboard Coast Line Railroad und 1971 wurde der Bahnhof von der neu gegründeten Bahngesellschaft Amtrak übernommen.
Bis 2005 war der Bahnhof eine Station des von Amtrak betriebenen Sunset Limited von Orlando nach Los Angeles. Nach den Auswirkungen des Hurrikans Katrina wurde die Linie jedoch auf die Strecke New Orleans – Los Angeles verkürzt. Im gleichen Jahr entfiel auch der Halt der Amtrak-Züge Silver Star und Silver Meteor, die den Bahnhof seither ohne Halt passieren. Knapp neun Jahre lang sollte der Bahnhof im Personenverkehr nicht mehr bedient werden.

### Anbindung
Am 1. Mai 2014 wurde der Betrieb im Personenverkehr wieder aufgenommen. Seitdem wird der Bahnhof von der SunRail auf der Strecke von DeBary über Downtown Orlando nach Pine Castle bedient, wodurch das Verdichtungsgebiet Greater Orlando im Schienennahverkehr besser erschlossen ist. Am 30. Juli 2018 wurde eine Erweiterung dieser Linie im Süden nach Poinciana eröffnet.
Die nächste Umsteigemöglichkeit zu den Zügen Silver Star und Silver Meteor in Richtung Miami und New York City besteht in Winter Park (im Süden), mit Eröffnung der Sunrail-Erweiterung auch in DeLand (im Norden).
| Linie   | Laufweg                                        |
| ------- | ---------------------------------------------- |
| SunRail | Poinciana – ... – Lake Mary – Sanford – DeBary |